# Amalia Loseno
Amalia Loseno (12 de janeiro de 1981) é uma ex-futebolista grega que atuava como meia.

## Carreira
Amalia Loseno representou a Seleção Grega de Futebol Feminino, nas Olimpíadas de 2004. 